# ポルトガル・レイリア大通り
ポルトガル・レイリア大通り（ポルトガル・レイリアおおどおり）は、徳島県徳島市方上町を通過する徳島県道209号八多法花線の道路の通称。

## 概要
2006年11月に徳島日本ポルトガル協会・NPO法人弁天山保存会・阿波徳島ロータリークラブの3団体が徳島市方上町の大谷西須賀交差点から徳島市総合動植物公園に向かう約2kmの区間を「ポルトガル・レイリア大通り」と命名した。
1969年10月に徳島市と姉妹都市条約を結んだポルトガル・レイリア市に因みこの名がつけられた。またレイリア市には「徳島通り」という通りが存在する。通りのすぐ近くには晩年を徳島で過ごしたポルトガルの文人・ヴェンセスラウ・デ・モラエスゆかりの寺である東海寺が在る。

## 主な名所
- 徳島市総合動植物公園
  - とくしま動物園
  - とくしま植物園
  - とくしまファミリーランド
- 東海寺 - モラエスゆかりの寺院。
- 弁天山 - 自然の山では日本で最も低い山。

## 画像

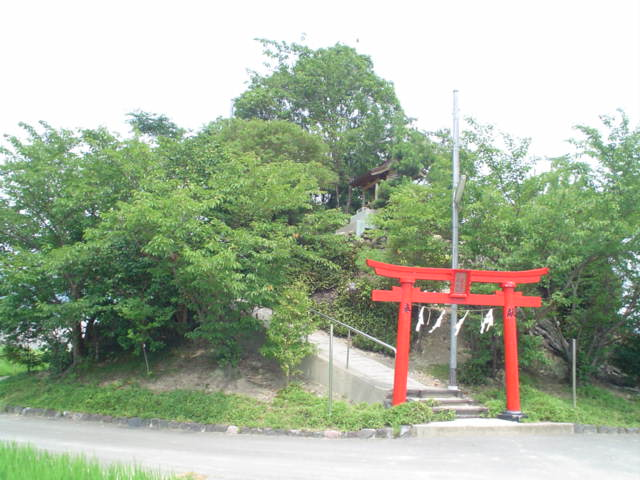
弁天山
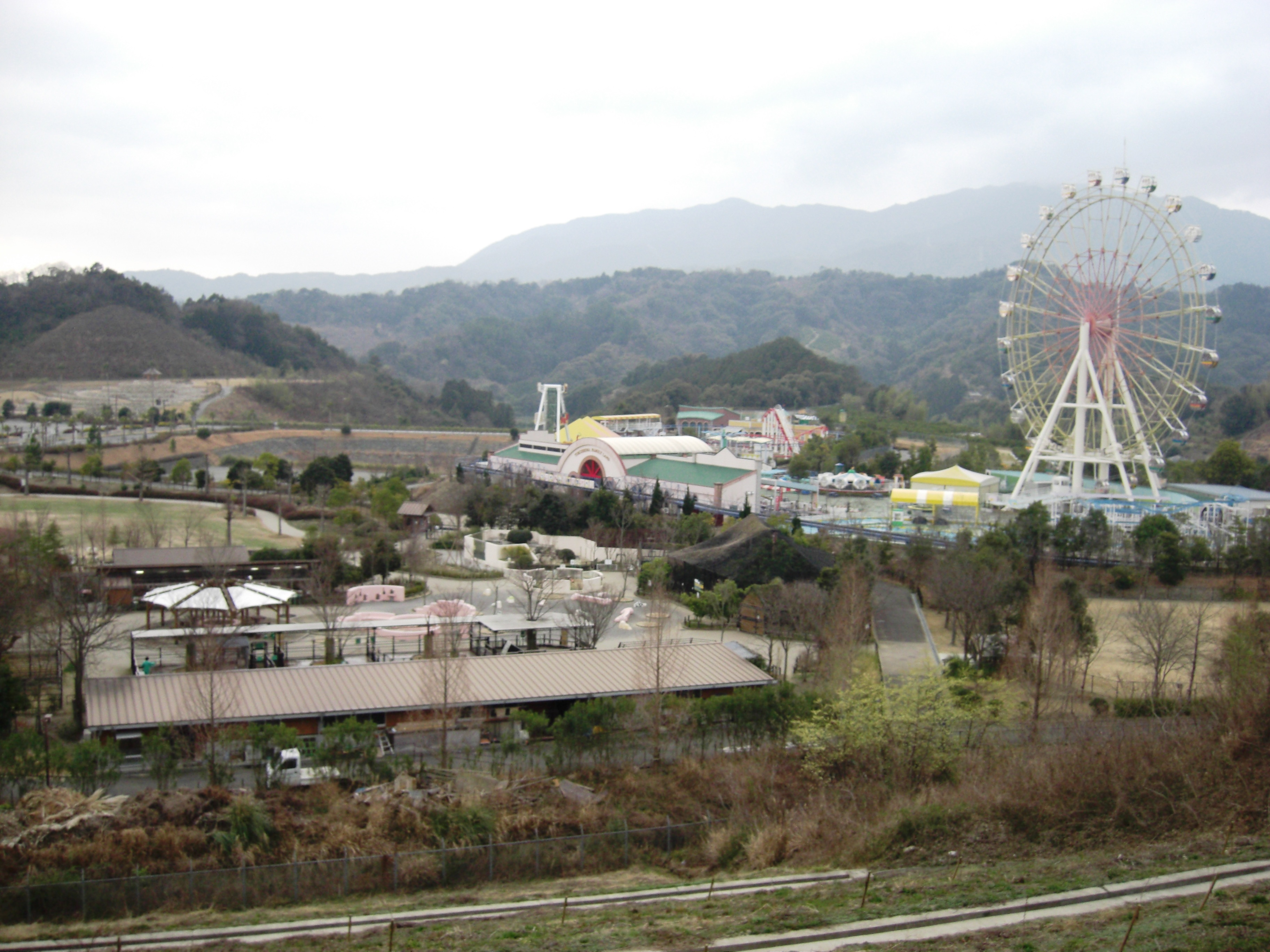
徳島市総合動植物公園
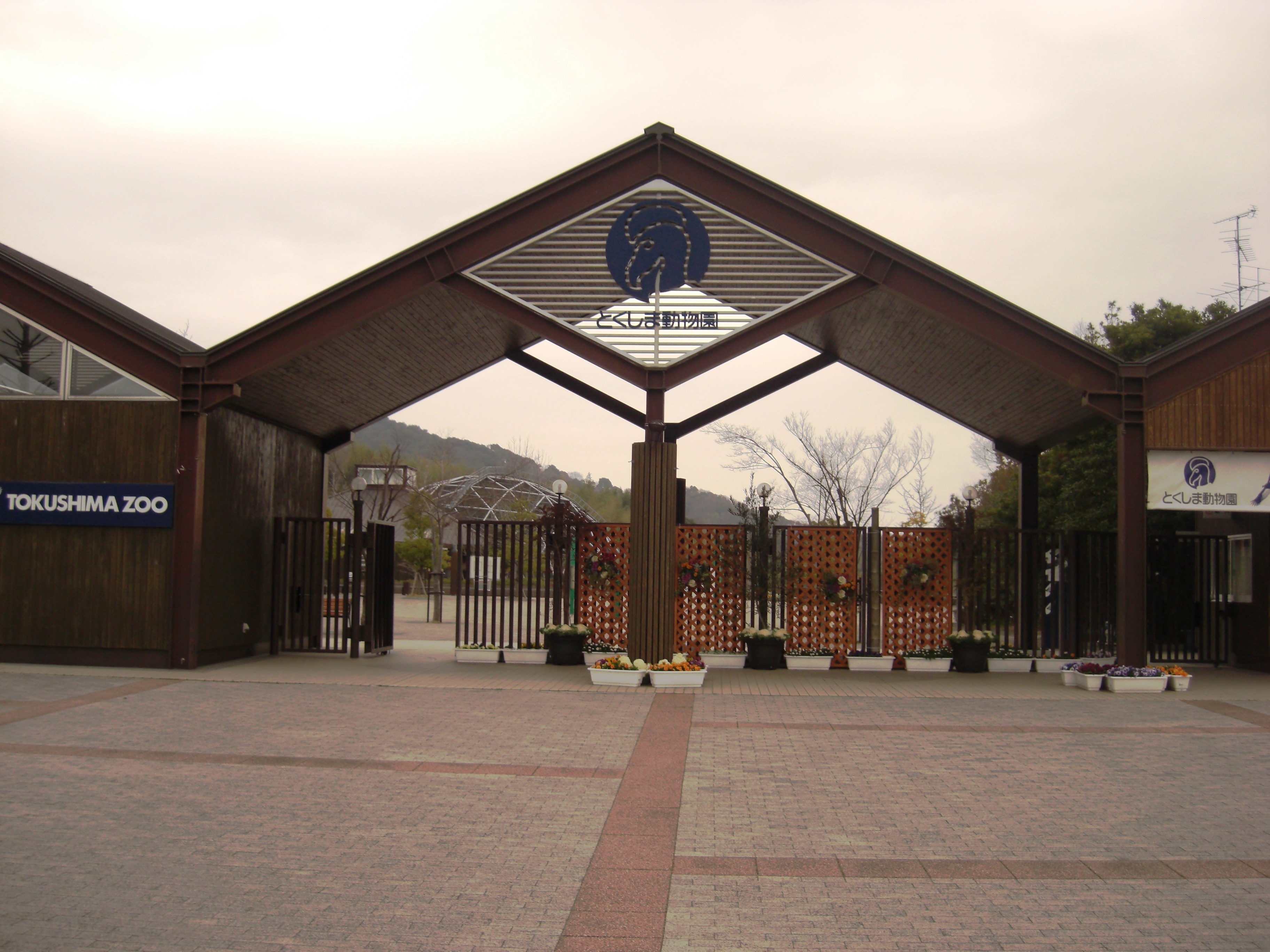
とくしま動物園
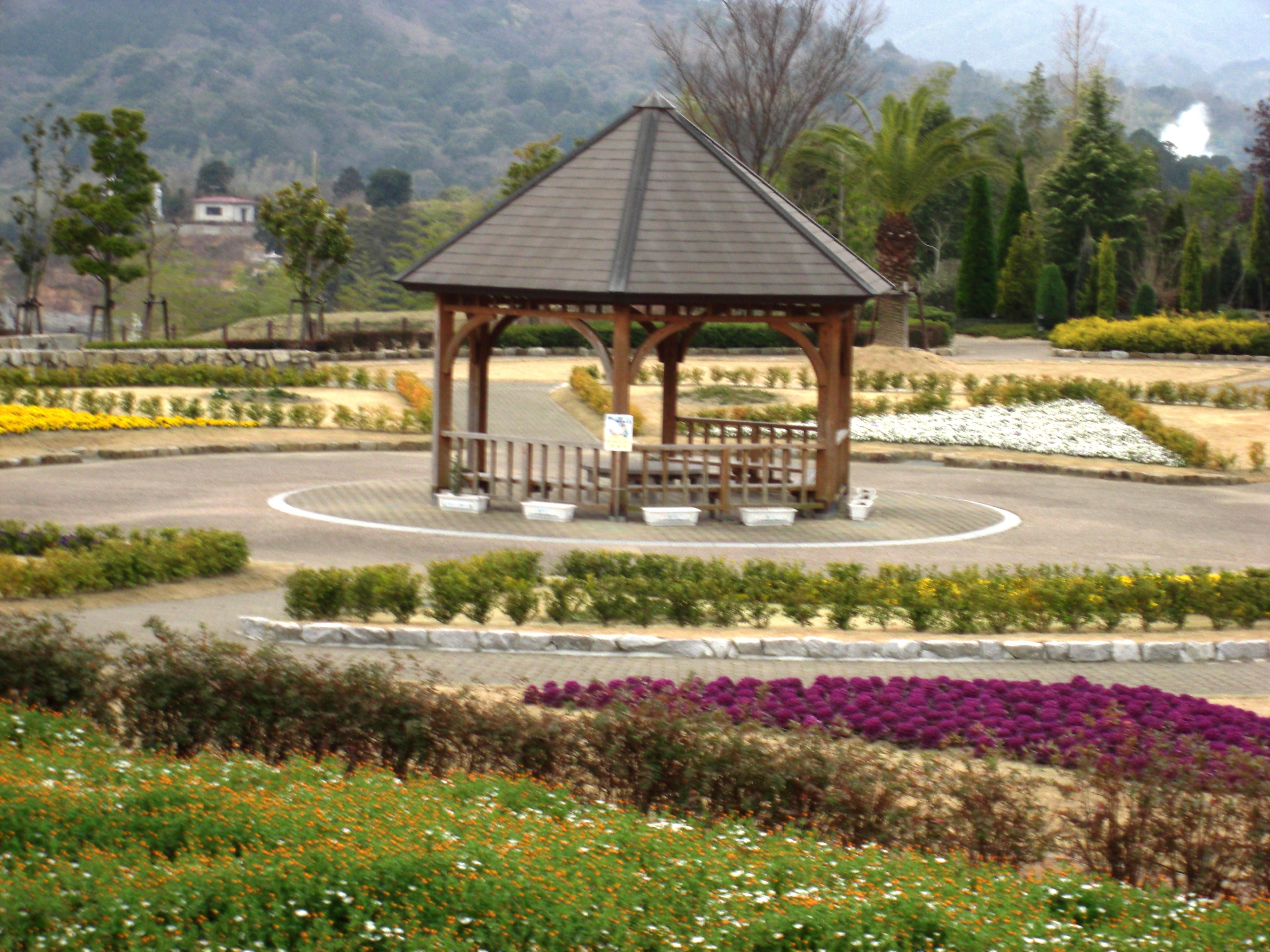
とくしま植物園
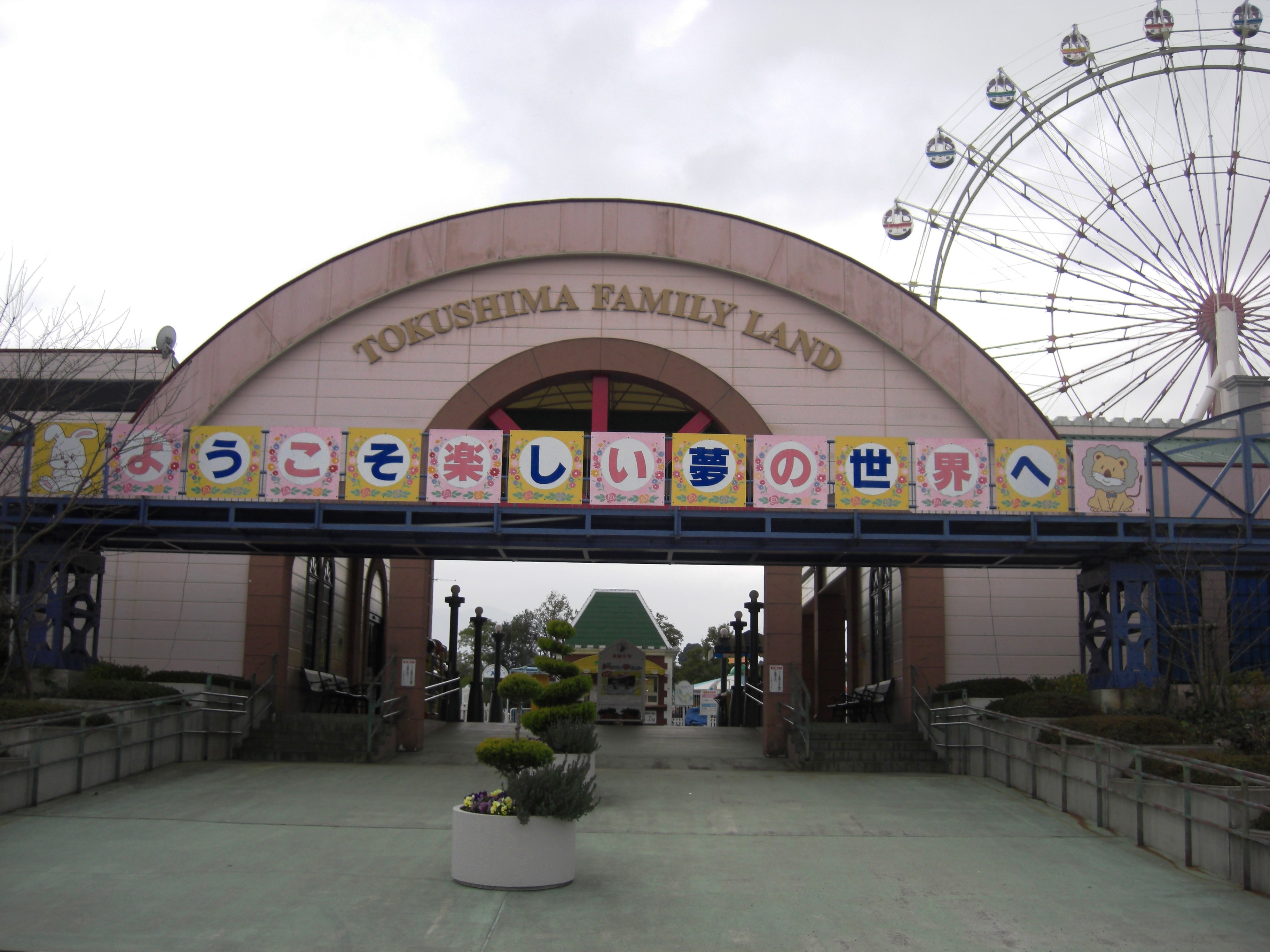
とくしまファミリーランド